# Torricelliaceae
Torricelliaceae, manja biljna porodica manjeg drveća i grmlja, iz reda celerolike, kojoj pripada svega tri roda s ukupno 11 vrsta. Ime je dobila po rodu Torricellia koji je rasprostranjen po Kini, Indiji, Nepalu i Butanu. U Aziji je raširen i rod Aralidium, odnosno njegova jedina vrsta Aralidium pinnatifidum, manje drvo ili grm koji raste na Sumatri, Borneu, Malajskom poluotoku, Burmi, Vijetnamu i Singapuru. Rodu Melanophylla domovina je Madagaskar, a pripada mu sedam vrsta manjeg drveća i grmlja. 

## Etimologija
Porodica nosi ime po rodu Torricellia, imenovanog u čast izumitelja barometra, Evangeliste Torricellija.

## Opis
Porodica je opisana u Bulletin of the Fan Memorial Institute of Biology: Botany 5: 311. 1934. 

## Rodovi
1. Torricellia DC. (2 spp.)
2. Aralidium Miq. (1 sp.)
3. Melanophylla Baker (8 spp.)

## Vanjske poveznice
- Torricelliaceae
- GBIF, Torricelliaceae
- WFO, Torricelliaceae
- [neaktivna poveznica]